# Nemesi (romanzo di Roth)
Nemesis è un romanzo di Philip Roth pubblicato nel 2010. È il trentunesimo libro di Roth, si tratta di "un'opera di finzione ambientata nell'estate del 1944 che racconta di un'epidemia di poliomielite e dei suoi effetti su una comunità molto unita di Newark e sui suoi bambini". Nel 2012, Philip Roth disse a un intervistatore che Nemesis sarebbe stato il suo ultimo romanzo.

## Trama
Nemesis esplora l'effetto di un'epidemia di poliomielite del 1944 su una comunità ebraica di Newark molto unita e orientata alla famiglia. I bambini affetti dalla malattia rischiano mutilazione, paralisi, invalidità permanente e morte.
Il protagonista di Nemesis è un vigoroso, diligente insegnante di 23 anni e direttore del parco giochi, chiamato Bucky Cantor, un lanciatore di giavellotto e sollevatore di pesi, devoto alle sue mansioni. Bucky si sente in colpa perché il suo difetto visivo lo ha escluso dal servizio in guerra insieme ai suoi amici intimi e coetanei. Concentrandosi sui dilemmi di Cantor mentre la poliomielite inizia a devastare il suo parco giochi, Roth esamina alcuni dei temi centrali della pestilenza: paura, panico, rabbia, senso di colpa, smarrimento, sofferenza e dolore. Cantor affronta anche una crisi spirituale, chiedendosi perché Dio avrebbe permesso che bambini innocenti morissero di poliomielite. Alla fine, Cantor affronta una crisi sentimentale, fidanzandosi con la sua amata ragazza (una collega insegnante che lavora come consulente in un campo estivo ebraico). Temendo che Cantor contrarrà la poliomielite se rimane a Newark durante l'estate, lei lo implora di lasciare il suo lavoro a Newark e di unirsi a lei nel suo campo estivo non contagiato. Cantor vuole stare con la sua fidanzata, ma lasciare i bambini di Newark aumenta i suoi sensi di colpa.
Cantor decide alla fine di lasciare Newark e unirsi alla sua ragazza, ma la poliomielite alla fine raggiunge anche il campo estivo. Un campeggiatore muore, molti si ammalano e lo stesso Cantor ne è colpito. Cantor si incolpa di aver portato la poliomielite al campo.
Il romanzo termina nel 1971, quando Cantor incontra uno dei bambini del parco giochi di Newark che ha contratto la poliomielite ed è sopravvissuto. Si aggiornano sugli eventi della loro vita dal 1944. Cantor rivela che, dopo essere stato paralizzato dalla poliomielite, ha insistito perché la sua fidanzata lo lasciasse e trovasse un marito non paralizzato. Non si sposa mai. Il romanzo è scritto come la narrazione del bambino del parco giochi, basato su ciò che gli disse Cantor nel 1971.